# Козлово (Макарьевский район)
Козлово — деревня в Макарьевском районе Костромской области. Входит в состав Нежитинского сельского поселения.

## География
Находится в юго-восточной части Костромской области на расстоянии приблизительно 45 км на юго-запад по прямой от районного центра города Макарьев на правом берегу Унжи.

## История
В 1872 году здесь было учтено 53 двора, в 1907 году отмечен был 3 двор. В 1963 году здесь был организован Нежитинский лесоучасток Макарьевского лесопункта.

## Население
Постоянное население составляло 189 человека (1872 год), 252 (1897), 300 (1907), 30 в 2002 году (русские 100 %), 4 в 2022..